# Kečkovce
Kečkovce, russinisch Кечкiвцi/Ketschkiwzi (ungarisch Kecskőc – bis 1907 Kecskóc) ist eine Gemeinde im Nordosten der Slowakei mit 264 Einwohnern (Stand 31. Dezember 2024), die im Okres Svidník, einem Kreis des Prešovský kraj, sowie in der traditionellen Landschaft Šariš liegt.

## Geographie

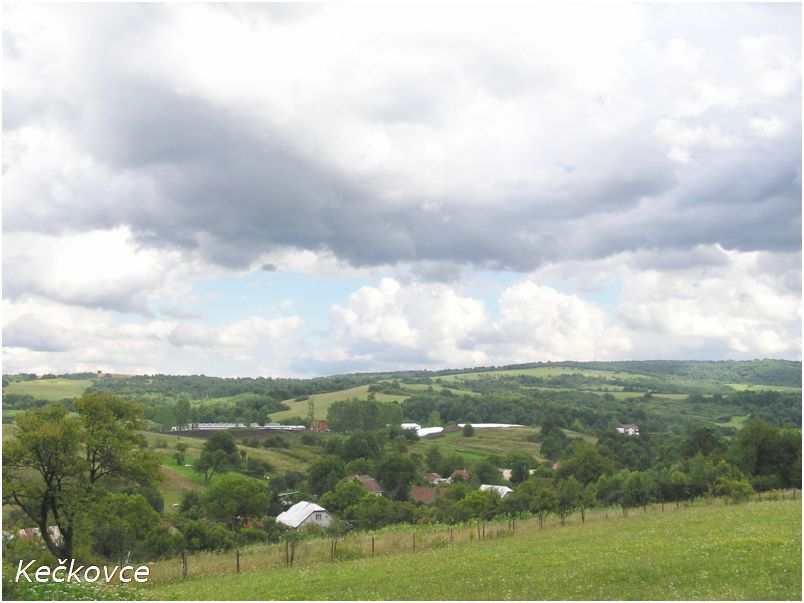
Kečkovce

Die Gemeinde befindet sich in den Niederen Beskiden im Bergland Ondavská vrchovina, im Tal des Baches Mistivka im Einzugsgebiet der Ondava, unweit der Staatsgrenze zu Polen. Das Ortszentrum liegt auf einer Höhe von 402 m n.m. und ist 11 Kilometer von Svidník entfernt (Straßenentfernung).
Nachbargemeinden sind Krempna (Ortschaft Ciechania, PL) im Norden, Havranec im Nordosten, Vápeník im Osten, Belejovce und Nižný Orlík im Südosten, Vyšný Orlík im Süden und Roztoky im Westen.

## Geschichte
Kečkovce wurde zum ersten Mal 1582 als Misztonka alias Keczke schriftlich erwähnt und war Teil der Herrschaft von Makovica. Weitere historische Bezeichnungen sind unter anderen Keczköuice alias Miztoka (1588), Kechkowecz (1600), Keczkocz oder Kecskocz (1618) und Keczkowcze (1773). Durch eine Untertanenflucht im Jahr 1711 entvölkerte sich der Ort. Im frühen 18. Jahrhundert stand unweit Kečkovce eine kleine Siedlung namens Kuchtovce mit einem Haus und neun Einwohnern.
1787 hatte die Ortschaft 56 Häuser und 341 Einwohner, 1828 zählte man 63 Häuser und 491 Einwohner. Wegen einer Hungersnot in der Mitte des 19. Jahrhunderts folgte eine massenhafte Auswanderung, die bis zur Zeit der ersten tschechoslowakischen Republik andauerte.
Bis 1918 gehörte der im Komitat Sáros liegende Ort zum Königreich Ungarn und kam danach zur Tschechoslowakei beziehungsweise zur heutigen Slowakei. Im Zweiten Weltkrieg lag Kečkovce im Jahr 1944 drei Monate lang an der Frontlinie und erlitt erhebliche Schäden. Ein Teil der Einwohner pendelte zur Arbeit in Industriegebiete in Svidník.

## Bevölkerung
| Jahr                | 1994 | 2004    | 2014     | 2024    |
| ------------------- | ---- | ------- | -------- | ------- |
| Anzahl der Personen | 219  | 223     | 247      | 264     |
| Unterschied         |      | +1,82 % | +10,76 % | +6,88 % |

| Jahr                | 2023 | 2024    |
| ------------------- | ---- | ------- |
| Anzahl der Personen | 258  | 264     |
| Unterschied         |      | +2,32 % |

Gemäß der Volkszählung 2011 wohnten in Kečkovce 225 Einwohner, davon 84 Slowaken, 53 Russinen, 50 Roma, vier Ukrainer und zwei Tschechen. 32 Einwohner machten keine Angabe zur Ethnie.
118 Einwohner bekannten sich zur orthodoxen Kirche, 62 Einwohner zur griechisch-katholischen Kirche, acht Einwohner zu den Zeugen Jehovas und fünf Einwohner zur römisch-katholischen Kirche. Sieben Einwohner waren konfessionslos und bei 25 Einwohnern wurde die Konfession nicht ermittelt.

## Bauwerke
- griechisch-katholische Erzengel-Michael-Kirche im historisierenden Stil aus dem Jahr 1911[6]

## Verkehr
In Kečkovce endet die Cesta III. triedy 3553 („Straße 3. Ordnung“) von Vyšný Orlík (Anschluss an die Cesta I. triedy 77 („Straße 1. Ordnung“)) heraus.